# Coeficient de permeabilitat
El coeficient de permeabilitat és una característica dels sòls, específicament està lligat a la Llei de Darcy que es refereix al flux de fluids a través dels sòls. El coeficient de permeabilitat, generalment representat per la lletra k, és extremadament variable, segons el tipus de sòl.
El coeficient de permeabilitat és en funció, entre altres coses, de la viscositat de l'aigua que alhora és en funció de la temperatura (normalment s'estableix la permeabilitat per 20 0C; de la grandària i continuïtat dels porus; i, de la presència d'esquerdes i discontinuïtats.
Classificació dels sòls segons el seu coeficient de permeabilitat
| Grau de permeabilitat    | Valor de k (cm/s) |
| Elevada                  | Superior a 10 -1  |
| Mitjana                  | 10 -1 a 10 -3     |
| Baixa                    | 10 -3 a 10 -5     |
| Molt baixa               | 10 -5 a 10 -7     |
| Pràcticament impermeable | Menor de 10 -7    |

## Determinació de la permeabilitat
La determinació de la permeabilitat, en laboratori, es fa a través de permeàmetres.
La determinació d'aquesta característica de l'aqüífer es pot avaluar també en el camp, per a això existeixen diversos mètodes, entre ells: els assajos de permeabilitat.